# William C. Dement
William Charles Dement (* 29. Juli 1928 in Wenatchee, Washington; † 17. Juni 2020 in Stanford, Kalifornien) war ein US-amerikanischer Pionier der Schlafforschung und Professor an der Stanford University und richtete Ende der 1960er Jahre das erste klinische Schlaflabor in den USA ein (Sleep Research Center in Stanford).

## Leben
Dement studierte an der University of Washington (Bachelor 1951) und an der University of Chicago, wo er bei Nathaniel Kleitman, dem Nestor der US-amerikanischen Schlafforschung, an den Pionierarbeiten zum REM-Schlaf (worüber Eugene Aserinsky und Kleitman 1953 zuerst veröffentlichten) wesentlich beteiligt war und 1955 bei Kleitman promoviert wurde (M.D.), gefolgt von einem Ph. D. 1957. Er ging danach an das Mount Sinai Hospital in New York (Internship 1957/58), wo er seine Schlafforschungen fortsetzte und Ende der 1950er Jahre als einer der Ersten kontinuierliche EEG-Aufzeichnungen von Schlafenden machte und so unter anderem das REM-Schlaf-Konzept bestätigte und fünf Stadien im Schlaf (Zyklen von REM- und Nicht-REM-Schlaf) unterscheiden konnte. Er blieb bis 1963 am Mount Sinai und ging dann als Associate Professor und Direktor des Schlaflabors (Sleep Research Laboratory) an die Fakultät für Psychiatrie der Stanford University. Ab 1967 hatte er dort eine volle Professur für Psychiatrie an der Stanford Medical School inne. Ab 1970 war er Direktor der Sleep Disorders Clinic and Lab, der ersten Klinik für Schlafstörungen. Er unterrichtete in Stanford bis in die 2000er Jahre.
Dement war für viele Beiträge zur Schlafforschung, insbesondere auch zu Schlafstörungen bekannt. Zum Beispiel entwickelte er mit Mary Carskadon 1975 den Multiplen Schlaflatenztest und mit Christian Guilleminault führte er den Apnoe-Hypopnoe-Index (AHI) zur Beurteilung von Phasen verminderter Atmung (Hypopnoe) oder Atemstillstand (Apnoe) im Schlaf ein. Ab 1964 untersuchte er Narkolepsie und wies nach, dass diese mit Störungen des REM-Schlafs zusammenhing.
1975 gründete er die American Sleep Disorders Association (die spätere American Academy of Sleep Medicine) und war zwölf Jahre deren Präsident. Er war Mitglied des Institute of Medicine der National Academy of Sciences. Ab 1977 war er Mitherausgeber des Journal of Sleep. 1964 erhielt er den Hofheimer-Preis der American Psychiatrical Association. 2007 erhielt er einen Ehrendoktor (D. Sc.) der Mount Sinai School of Medicine.
Er war ab 1956 verheiratet und hatte drei Kinder. Er war passionierter Jazzmusiker (Bass), der auch schon mit Stan Getz, als dieser in Stanford Artist in Residence war, und Quincy Jones spielte.
Er starb im Juni 2020 im Alter von 91 Jahren.

## Schriften
- Some must watch while some must sleep. Freeman, San Francisco CA 1972, ISBN 0-7167-0768-3. Nachdruck: Norton, New York NY 1978, ISBN 0-393-09001-9.
- mit Christian Guilleminault (Hrsg.): Sleep apnea syndromes (= Kroc Foundation Series. Bd. 11). A. R. Liss, New York NY 1978, ISBN 0-8451-0301-6.
- mit Christopher Vaughan: The Promise of Sleep. A Pioneer in Sleep Medicine Explores the Vital Connection Between Health, Happiness, and a Good Night's Sleep. Delacorre Press, New York NY 1999, ISBN 0-385-32008-6 (Auf Deutsch erschienen als: Der Schlaf und unsere Gesundheit: über Schlafstörungen, Schlaflosigkeit und die Heilkraft des Schlafs. Übersetzung von Rüdiger Hentschel, Monika Noll und Rolf Schubert. Limes, München 2000, ISBN 3-8090-3019-8).
- The sleepwatchers. Stanford Alumni Association, Stanford CA 1992, ISBN 0-916318-48-6. 2. Auflage. Nychthemeron Press, Menlo Park CA 1996, ISBN 0-9649338-0-2.
- mit Meir H. Kryger, Thomas Roth (Hrsg.): Principles and practice of sleep medicine. Saunders, Philadelphia PA 1989, ISBN 0-7216-2383-2. 5. Auflage. Elsevier Saunders, St. Louis MO 2011, ISBN 978-1-416-06645-3.